# Clean Clothes Campaign
La Clean Clothes Campaign (CCC) (littéralement « Campagne Vêtements Propres ») est un réseau, fondé en 1989; d'organisations syndicales et d'ONG. Son objectif est de contribuer à l'amélioration du respect des droits de l'homme, notamment du droit du travail et des conditions de travail dans les industries de l'habillement et du textile, particulièrement dans les pays du Sud (pays les moins avancés). 
Créé aux Pays-Bas en 1989 sous le nom de Schone Kleren Campagne, la CCC est implantée dans une quinzaine de pays européens : Allemagne (Kampagne für saubere Kleidung), Autriche, Belgique (Nord et Sud), Danemark, Espagne (Campaña Ropa Limpia), Finlande, France (Collectif Éthique sur l'étiquette), Italie (Campagna Abiti Puliti), Irlande, Norvège, Pays-Bas, Pologne, Royaume-Uni, Suède (Rena kläder-kampanj), Suisse (Public Eye), etc. Le CCC travaille avec un réseau de plus de 250 partenaires à travers le monde.

## Activités

### Détaillants et distributeurs
La Clean Clothes Campaign insiste sur le fait que les entreprises ont la responsabilité et le pouvoir de veiller à ce que les travailleurs tout au long de leurs chaînes d'approvisionnement soient traités équitablement. Le CCC a élaboré un « Code des pratiques de travail pour l'industrie du vêtement, y compris les vêtements de sport » basé sur les conventions de l'Organisation internationale du travail. Les principes énoncés dans ce code comprennent, entre autres, un âge minimum d'admission à l'emploi, des exigences de sécurité au travail, des horaires de travail fixes et le droit à un salaire décent. La CCC fait pression sur les détaillants et les fabricants pour qu'ils adoptent le Code des pratiques de travail et veillent à ce que les principes en soient respectés.
Les campagnes réussies de la CCC ont conduit de nombreuses entreprises à adopter des « codes de conduite », une liste de normes pour les fournisseurs. Le CCC pousse les entreprises à donner un véritable sens à ces codes en les renforçant par un engagement à surveiller les conditions et à résoudre les problèmes. Le CCC presse également les entreprises de s'assurer que leurs pratiques d'achat, telles que les prix et les calendriers de livraison, n'empêchent pas les usines de fournir un travail décent.

### Soutien aux travailleurs
La Clean Clothes Campaign apporte un soutien solidaire dans les cas urgents de violation du droit du travail et des droits de l'homme. La CCC communique avec les entreprises et les autorités publiques, demandant une intervention et une résolution positives. Si les entreprises ne prennent pas les mesures adéquates pour résoudre les problèmes, la CCC mobilise les consommateurs et les militants du monde entier pour qu'ils agissent. Le CCC a pris en charge plus de 250 affaires de discrimination à l'encontre de syndicalistes, de conditions de travail dangereuses, de retenue de salaires et de primes sociales, de violence contre les travailleurs et de violations des droits des travailleurs.

### Éducation des consommateurs
La CCC diffuse par le biais de programmes éducatifs, de manifestations, de publicités, de débats, de livres, de rassemblements et de médias des informations relatives à la production de vêtements et à l'utilisation abusive des travailleurs du textile et de la mode.
L'artiste Siobhan Wall (en) est devenue l'artiste en résidence de la campagne où elle a organisé « The Clothes She Wears », une collection de vêtements portés par huit femmes travaillant dans l'industrie du vêtement. Le spectacle a tourné à Paris, Worthing, Gand et Utrecht ainsi qu'à la Royal Geographical Society et au Fashion and Textile Museum (en) de Londres.

### Plaidoyer juridique
La Clean Clothes Campaign appelle l'Union européenne et les gouvernements nationaux à promouvoir le respect des normes internationales du travail. Il fait pression sur les gouvernements pour qu'ils soient eux-mêmes des consommateurs responsables en s'engageant à l'achat éthique d'uniformes et de vêtements de travail.